# Terence Hill
Terence Hill, eredeti nevén Mario Girotti (Velence, 1939. március 29. –) David di Donatello-díjas olasz színész, filmrendező és forgatókönyvíró. Elsősorban Bud Spencerrel közös filmjeiről, illetve önálló filmjeiből és televíziós sorozataiból ismert.
Pályafutását gyerekszínészként kezdte. Dino Risi filmrendező jóvoltából 1951-ben debütált a mozivásznon a Vakáció a gengszterrel című filmvígjátékban. Az 1950-es évek közepétől leginkább kisebb filmszerepeket kapott, majd az 1960-as évektől a német nézőközönség is megismerhette, többek között a Karl May műveiből készült kaland- és westernfilmekből. 
Bár az 1959-es Hannibalban mindketten szerepeltek (azonban közös jeleneteik nem voltak), 1967-ben dolgozott együtt ténylegesen először Bud Spencerrel, az Isten megbocsát, én nem című spagettiwesternben. Ezután vette fel a világszerte ismertté vált Terence Hill művésznevet. Együttműködésük sikeresnek bizonyult és az évtized végétől egészen az 1994-es Bunyó karácsonyig című westernig tucatnyi közös filmjük készült, legendás filmes párossá téve a két színészt. Hill 1983-ban mutatkozott be rendezőként a Don Camillóval, ezt a Lucky Luke (1991), a már említett Bunyó karácsonyig (1994) és a Nevem: Thomas (2018) követte. 2010-ben  David di Donatello-díjjal tüntették ki életművéért.
Néhány kevésbé sikeres önálló filmszerep után a televíziózás felé fordult. 2000-től a Don Matteo címszereplőjeként, 2011-től az Alpesi őrjárat című sorozattal szerzett újabb nézői és kritikai elismeréseket.
Filmjeinek és sorozatainak magyar nyelvű változataiban leggyakoribb magyar szinkronhangja Ujréti László.

## Gyermekkora és családja
Mario Girotti néven született Velencében, 1939. március 29-én. 1900-ban született édesapja, Girolamo Girotti olasz származású vegyészmérnök volt, de eredeti foglalkozása ellenére a jóga olaszországi úttörőjeként vált ismertté. Édesanyja, Hildegard Thieme német felmenőkkel rendelkezett, drezdai művészeti egyetemre járt és tehetséges festőművész volt. Szülei Tirolban ismerkedtek meg egy nyaralás során. Két testvére van, egy négy évvel idősebb bátyja, Odoardo (később tanár lett) és egy négy évvel fiatalabb öccse, Piero (aki geológusként helyezkedett el).
Anyanyelve a német (hatéves koráig csak ezen szólalt meg), mellette olaszul és angolul beszél. 
A második világháború fenyegetése miatt a család először Rómába, majd egy német kisvárosba, a Drezdától 30 kilométerre fekvő Lommatzschba költözött, az anya német ajkú szüleihez.  Az élénk, sportos fiú katolikus szellemben nőtt fel, mely későbbi munkásságára és szerepválasztásaira is nagy hatással volt. Drezda bombázásának rossz emlékei szintén végigkísérték életét. 
1945 őszén a család a fenyegető orosz megszállás miatt visszatért Olaszországba – először Velencébe, majd apja szülővárosába, Ameliába. Mario itt töltötte általános iskolás éveit, német származása miatt gyakran keveredve összetűzésekbe társaival. Alapfokú tanulmányai befejezése után, tizenkét évesen (1951) családjával Rómában telepedett le.

## Pályafutása

### A kezdetek
1951-ben fedezte fel készülő filmjéhez Dino Risi olasz filmrendező az akkor 12 éves fiút és ajánlott neki szerepet Vakáció a gengszterrel című filmvígjátékában. Későbbi legendás színésztársa, az akkor még Carlo Pedersoli néven sportúszó Bud Spencer nézőként részt vett a film forgatásán. Emellett együtt is versenyeztek a Lazio úszócsapatában, ahol az edzések során gyakran összefutottak, bár a köztük lévő majdnem tíz évnyi korkülönbség miatt mélyebb ismeretséget nem kötöttek, csak látásból ismerték egymást. Mariót szülei többféle sportfoglalkozásra beíratták, az úszás mellett atletizált, vívott, focizott, lovagolt és síelt.
1954-től, 15 éves korától három évig a római színészeti stúdióba járt. 1963-ig tucatnyi filmben vállalt szereplést, többnyire kisebb alakításai voltak. Félénksége és súlyos lámpaláza megnehezítette munkáját és a kritikusok sem voltak jó véleménnyel az ebben az időszakban készült filmjeiről. 1955-ben a La vena d'oro (egyes források szerint magyarul Aranytorony) című drámában kapott főszerepet, melyet a színész – az 1956-os Guaglione-nal együtt – a Girotti néven jegyzett filmjei közül a legjobbként tart számon.  1956-ban veszítette el édesanyját. 1957-ben a A nagy kék országút szereplője volt Yves Montand oldalán és játszott az év legsikeresebb olasz filmjében, a Lazarellá-ban, mely magyarul a Sandra, a kis fruska címet kapta. 1958-ban az Első szerelem szintén elsöprő siker lett, ebben Gina Lollobrigida partnereként szerepel. Az 1959-es Hannibal című történelmi kalandfilmben együtt színészkedett a későbbi Bud Spencerrel, de nem voltak közös jeleneteik és a forgatáson sem találkoztak.

### 1960-as évek és találkozás Bud Spencerrel

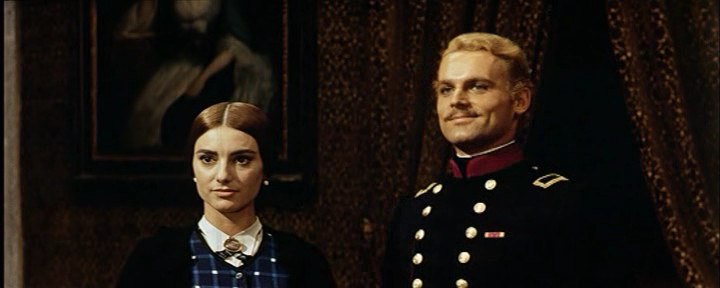
Cavriaghi gróf szerepében A párduc című 1963-as filmben

1960-ban beiratkozott a római egyetemre, ahol 1963-as távozásáig irodalmat és filozófiát tanult. 1963-ban Luchino Visconti A párduc című filmjében játszhatott. Olyan színészek mellett szerepelt, mint Burt Lancester, Claudia Cardinale és Alain Delon. Bár csak mellékszerepe volt a bombasikerré vált filmben, Girottit is ismertté tette a mű, Olaszországban és külföldön egyaránt. Ekkor döntött végleg a színészmesterség mellett és a hirtelen jött siker miatt az egyetemet sem fejezte be. Három évre Nyugat-Németországba költözött, ahol több, az adott tartományt/vidéket bemutató ún. szülőföld-filmben, illetve akció- és (többek között Karl May művein alapuló) westernfilmben szerepelt. Horst Wendlandt producer négy filmben is felajánlott neki szerepeket, az első a Winnetou 2. – Az utolsó renegátok (1964) volt. 1965 augusztusában jelent meg az első címlapfotója a német Bravo magazinban, annak bizonyságaként, hogy a kék szemű Girotti a nők bálványává vált.
1967-ben az Isten megbocsát, én nem forgatásának kedvéért visszaköltözött Olaszországba. Ebben a filmben egy véletlennek köszönhetően szerepelhetett: ugyanis az eredeti főszereplő, Peter Martell egy házastársi vita közben eltörte a lábát. Az elsőfilmes rendező, Giuseppe Colizzi Girottit javasolta a szerepre, aki akkor fejezte be a Rita, a vadnyugat réme western forgatását.  Carlo Pedersolival, ismertebb későbbi nevén Bud Spencerrel így együtt színészkedhetett egy filmben, ezúttal már egy közös, verekedős jelenetük is volt. Mivel a spagettiwesterneket ekkoriban angolul forgatták és nemzetközi piacra szánták, a két olasz színésznek angolosítania kellett a nevét. Girotti egy listáról a Terence Hill nevet választotta – részben egyszerű kiejtése, részben azért, mert ezek voltak édesanyja, Hildegard Thieme nevének kezdőbetűi.
A film mind az olasz, mind a német mozikban nagy sikert aratott. A rendezőnek feltűnt, hogy a közönség a két színész közös jeleneteit értékelte leginkább: „Rögtön kialakult a dinamika. Olyan, mint egy mitologikus elem a páros körül, megmagyarázhatatlan légkör”. Hill magánéletére is nagy hatást gyakorolt: ugyanis a forgatáson ismerte meg későbbi feleségét, a német származású Lori Zwicklbauert. 1967-ben házasodtak össze, 1969-ben megszületett gyermekük, Jess.

### A legendás páros

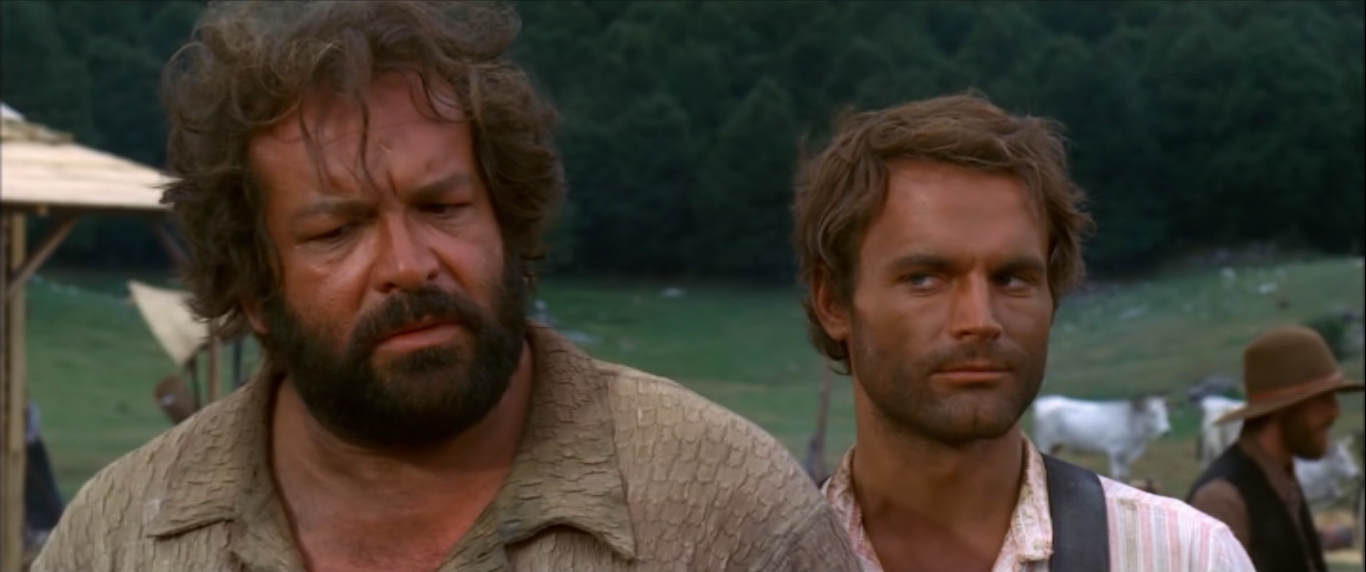
Bud Spencerrel Az ördög jobb és bal keze című filmben (1970)

A két színész közt egyből kialakult összhang és a játékos komikum (mely részben eltérő testalkatukból is fakadt) a következő években további együttműködéseket eredményezett. 1968-ra elkészült előző filmjük folytatása, a Bosszú El Pasóban, ebben Hill már atletikus képességeit is megcsillogtatta, a páros filmbeli ellenfelét Eli Wallach formálta meg. A szinte teljes egészében Mexikóban forgatott folytatás ismét kasszasiker lett. A harmadik rész egy évvel később, 1969-ben került a közönség elé, Akik csizmában halnak meg címmel.
1969-ben a páros találkozott Enzo Barbonivel, aki jó ötletekkel látta el őket. Ekkor készültek el Az ördög jobb és bal keze és annak folytatása, Az ördög jobb és bal keze 2. című filmjeik, amelyek elindították őket a sztárság felé vezető úton. Újszerű humorával, a rajzfilmszerű, vértelen harci jelenetekkel és a két főszereplőre alapozott történettel mindkét film óriási tetszést aratott a nézők körében. Az első rész az 1970-es évek egyik legsikeresebb olasz filmje lett. Ezzel szemben a vicces jeleneteket mellőző Kalózok háborúja (1971) című filmjük felejthető epizódnak bizonyult a két színész együttműködésében. Ebben – legtöbb filmjüktől eltérően – ellenfeleket alakítanak és Spencer csak egy kisebb mellékszerepet játszik, a történet Hill karakterére fókuszál.
Giuseppe Colizzi filmrendező és Italo Zingarelli producer kísérletképpen megpróbálta a két színész helyzetkomikumra épülő komédiázását a western műfaján kívül helyezni. Így született meg 1972-ben a Mindent bele, fiúk!. A produkciót tizenöt közép- és dél-amerikai országban forgatták és a modern akcióvígjáték műfaj előfutára lett. A film egyfajta átmenet a két színész közös életművében, kiforratlanabb későbbi műveiknél, kevésbé képregényszerű verekedésekkel és drámai jelenetekkel. Jóval komolytalanabb hangvételű lett 1974-es Különben dühbe jövünk című vígjátékuk, ami szintén klasszikussá vált és a legjobb olasz filmek közé került. Az ugyanebben az évben készült Fordítsd oda a másik orcád is! kedvéért ismét Dél-Amerikába utaztak és ezúttal papi reverendát öltve osztották a pofonokat. Ez volt egyik legdrágább produkciójuk és bár kasszasiker lett, a két sztár mégis elégedetlen volt az elkészült művel.
1974 és 1985 között még kilenc további filmet forgattak: előző filmjük után két évvel tértek vissza együtt a közönségkedvenccé vált Bűnvadászok-kal. Utolsó nagy sikerük az 1984-es Nincs kettő négy nélkül volt, ebben a Koldus és királyfi-ra emlékeztető, Dél-Amerikában játszódó komédiában kettős szerepeket vállaltak. Az 1985-ben megjelent Szuperhekusok jóval gyengébbre sikerült elődjeinél és majdnem egy évtizedig a páros együttműködésének végét jelentette.

### Önálló filmes munkássága
Az 1960-as évek végéről érdemes megemlíteni Hill Org című, kevéssé ismert 1968-as filmjét, ezt színészként és anyagi téren is támogatta. Később jogi úton megtiltotta a nyilvános vetítést és forgalmazást, pár alkalommal mégis levetítették. A bizarr és provokatív mű Thomas Mann  1940-es Az elcserélt fejek című kisregényén alapul. A színész életművébe szintúgy nehezen beilleszthető film volt a Barbagia (1969): a dokumentumfilm-jellegű alkotásban Hill egy Graziano Mesina nevű hírhedt olasz banditáról mintázott bűnözőt alakít. Érdemes megjegyezni, hogy bár a színész szeretett volna találkozni Mesinával, erre nem kerülhetett sor.
A Nevem: Senki című 1973-as filmjében Henry Fondával szerepelt. 1974-ben családjával az Államokba költözött, a Massachusetts közelében fekvő Stockbridge-be, egy tizenkét hektáros farmra. Első amerikai filmjei az 1977-ben forgatott Mr. Milliárd és a Menni vagy meghalni voltak. A szerepekkel megpróbált eltávolodni attól a karaktertől, melybe a közönség beskatulyázta, de a várt siker elmaradt. A Mr. Milliárd súlyos anyagi bukásnak bizonyult, a New York-i Radio City Music Hall be is perelte a forgalmazó Twentieth Century Fox stúdiót, így próbálva kompenzálni a film bemutatása miatti pénzügyi veszteségeit. Ekkoriban Hill egy amerikai színésziskolába járt. 1983-ban a Don Camillo című filmvígjátékban rendezőként is kipróbálta magát. 1987-ben E.B. Clucherrel forgatta le A keményfejű-t, ebben fogadott fia, Ross Hill is játszott. Terence Hill a főszerep mellett a forgatókönyv megírását is elvállalta.
1990-ben Új-Mexikóban forgatta családjával a Lucky Luke című filmet. 16 éves fogadott fia, Ross a forgatás idején autóbalesetben meghalt. A tragédia után a színész mély depresszióba esett és elzárkózott a nyilvánosságtól. Elhunyt fia emlékére befejezte a művet, mely 1991-ben filmként került a közönség elé, a következő évben egy azonos című sorozat is követte. 1994-ben elkészült utolsó közös filmje Bud Spencerrel, a Bunyó karácsonyig, szintén Hill rendezésében. Az ősbemutató Drezdában volt, ennek apropóján Hill Lommatzsch-ba is ellátogatott.
1997-ben került mozikba az Én vagyok a fegyver című sci-fi vígjátéka, az egyik forgatókönyvíró fia, Jess volt. A sci-fi elemekkel átszőtt film gyenge fogadtatást kapott, Olaszországban és Németországban nem mutatták be mozikban. A Nemzetközi Filmlexikon a „B-kategóriás” műnek nevezte, olcsó poénokkal és elviselhetetlen zenével.

### Televíziós sikerek

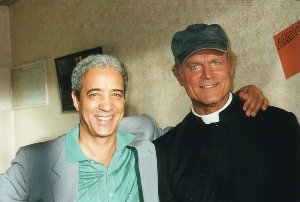
A Don Matteo forgatásán (2001)

Hill csak három évvel később, 1999-ben vállalt ismét szereplést, a Don Matteo című sorozatban, mely az egyik legkedveltebb és legismertebb olasz sorozat lett. Hill a szabadidejében bűntényeket megoldó papot alakít a televízió képernyőjén, az ötletet G. K. Chesterton Brown atya nevű regényalakja után kölcsönözte. A RAI 2000-től tűzte műsorra, dupla epizódokkal, a jólelkű, ravasz és segítőkész pap kalandjaira több tíz millió olasz néző volt kíváncsi. 2002-ben a Monte Carlói Nemzetközi Tévéfilmfesztiválon Hill elnyerte a legjobb színésznek járó díjat.
A sikert kihasználva Hill 2005-ben leforgatta A férfi, aki sasokkal álmodott című kétrészes televíziós filmdrámát. A szerep kedvéért egy sajtkészítő tanfolyamot is elvégzett. 2009-ben egy sorozata, a Lovas a sötétben és egy Doc West című kétrészes western tévéfilm is megjelent. A Lovas a sötétben hasonló családi film lett, mint a 2005-ös televíziós dráma (Hill karakterének is ugyanaz a keresztneve, ennek ellenére nem egy folytatás). A Doc West ismét lehetőséget adott a színész számára a rendezésre is, Giulio Base olasz filmrendezővel közösen. Az alkotás elkészítésében régi munkatársai, Guido és Maurizio de Angelis, valamint Marco Barboni, Enzo Barboni fia is a segítségére voltak, utóbbi forgatókönyvíróként. Mindkét tévés produkció magas nézettséget ért el az olasz nézők körében.
Alpesi őrjárat című tévésorozata 2011 áprilisában mutatkozott be, szintén magas nézőszám mellett aratva sikert. A Don Matteó-ban is segédkező Enrico Oldoini rendezte Pietro, a tiroli erdész kalandjait elmesélő szériát, mely Hill előző sorozatához hasonlít a bűnesetek megoldása terén, azonban annál lényegesen derűsebb hangvételű.
2018 áprilisában, majdnem húsz évvel legutóbbi filmje után mutatták be a Nevem: Thomas című romantikus filmdrámáját, amellyel a 2016-ban elhunyt Bud Spencer emléke előtt tisztelgett. Hill írta és rendezte a filmet. Huszonkét év után Hill úgy döntött, befejezi Don Matteo megformálását. Utoljára a 2022-ben bemutatott 13. évadban alakította a nyomozó papot.

## Magánélete
Az Isten megbocsát, én nem forgatásán ismerte meg leendő feleségét, a német származású Lori Zwicklbauert. 1967. július 23-án, pár hónappal első találkozásuk után össze is házasodtak. 1969-ben megszületett gyermekük, Jess. 1973-ban a Különben dühbe jövünk németországi forgatása alatt örökbe fogadtak egy akkor háromnapos árva fiút, aki a Ross Hill nevet kapta. Ross később nevelőapja több filmjében is feltűnt, 1990-ben egy autóbalesetben hunyt el az Egyesült Államokban.
2022 novemberében megkapta a német állampolgárságot. Az olasz és a német mellett amerikai állampolgársággal is rendelkezik.

## Díjak és elismerések

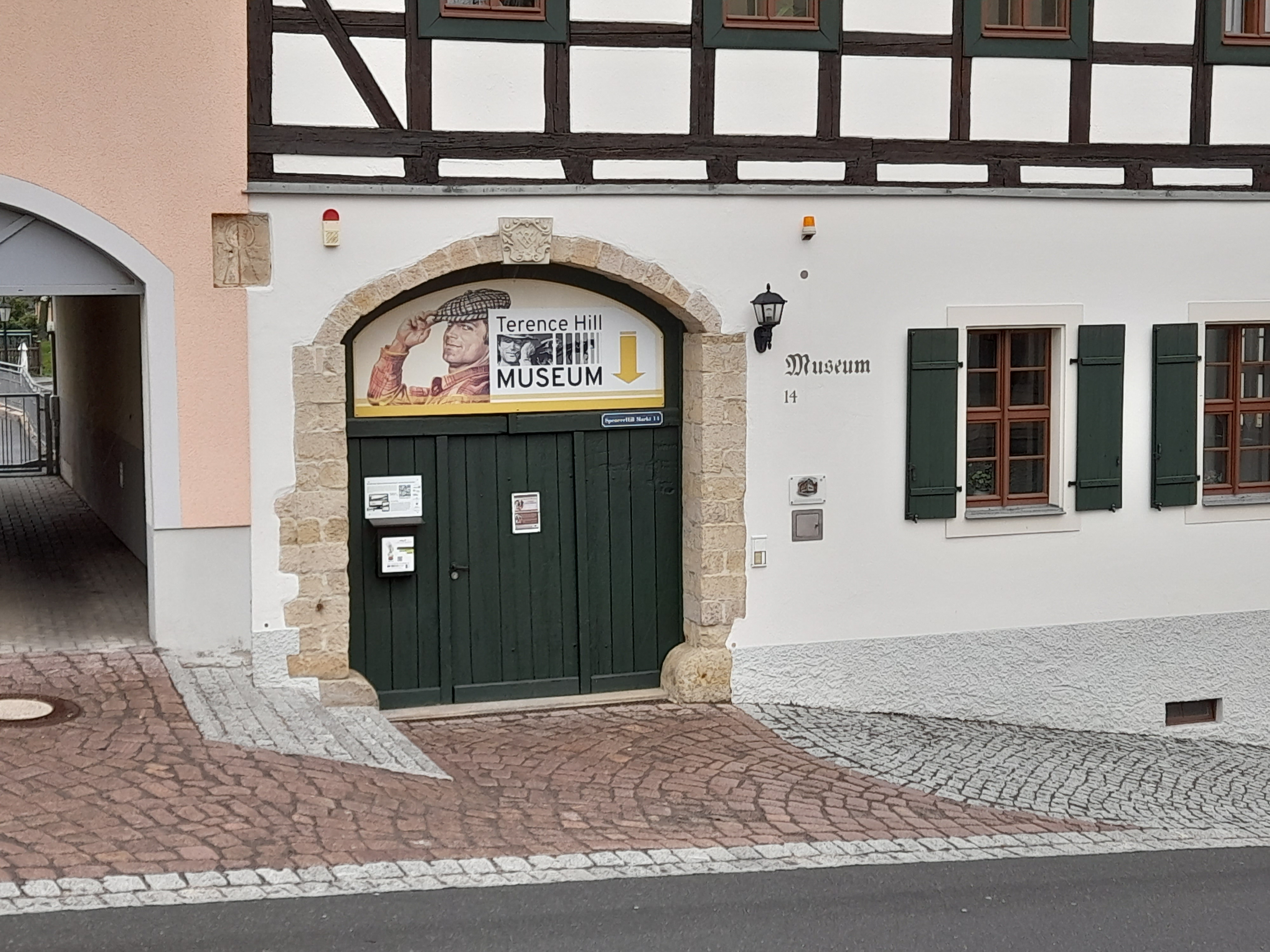
A lommatzschi Terence Hill-múzeum bejárata

1975-ben Bud Spencerrel együtt vehetett át Bambi-díjat. 2010-ben a két színész elnyerte a David di Donatello-díjat, életművük elismeréseképpen.
1995 óta Lommatzsch város díszpolgára. 1998-ban a helyi uszodát (mely azóta bezárt) az ő tiszteletére nevezték át Terence Hill fürdőre, a színész egy vízicsúszdát adományozott a városnak. 2019-ben egy Hill és Spencer filmjeit bemutató múzeumot nyitottak a településen. Bár felröppent a hír, hogy a németországi Wormsban hidat neveznek el róla, erre végül nem került sor.

## Filmográfia
Felhasznált források:

### Film

#### Önálló filmjei
Filmrendező, forgatókönyvíró és producer
| Év   | Magyar cím        | Eredeti cím                    | Feladatkör | Feladatkör | Feladatkör |
| Év   | Magyar cím        | Eredeti cím                    | Rendező    | Író        | Producer   |
| ---- | ----------------- | ------------------------------ | ---------- | ---------- | ---------- |
| 1979 |                   | Org                            | Nem        | Nem        | Igen       |
| 1983 | Don Camillo       | Don Camillo                    | Igen       | Nem        | Igen       |
| 1987 | A keményfejű      | Renegade – Un osso troppo duro | Nem        | Sztori     | Nem        |
| 1991 | Lucky Luke        | Lucky Luke                     | Igen       | Nem        | Nem        |
| 1994 | Bunyó karácsonyig | Botte di Natale                | Igen       | Nem        | Nem        |
| 2018 | Nevem: Thomas     | Il mio nome è Thomas           | Igen       | Igen       | Nem        |
| 2019 |                   | The Donut Dollies              | Nem        | Nem        | Vezető     |

Filmszínész
‡ –  Mario Girotti néven szerepel a stáblistán
| Év   | Magyar cím                          | Eredeti cím                                 | Szerep                               | Magyar hang            | Rendező                  |
| ---- | ----------------------------------- | ------------------------------------------- | ------------------------------------ | ---------------------- | ------------------------ |
| 1951 | Vakáció a gengszterrel ‡            | Vacanze col gangster                        | Gianni                               |                        | Dino Risi                |
| 1953 |                                     | Il viale della speranza ‡                   | ismeretlen szerep                    |                        | Dino Risi                |
| 1953 |                                     | La voce del silenzio ‡                      | fiú                                  |                        | Georg Wilhelm Pabst      |
| 1953 | Első szerelem ‡                     | L'età dell'amore                            | ismeretlen szerep                    |                        | Lionello De Felice       |
| 1953 | Egy nap a parkban ‡                 | Villa Borghese                              | Anna Maria iskolatársa               | Minárovits Péter       | Gianni Franciolini       |
| 1953 | Egy nap a parkban ‡                 | Villa Borghese                              | Anna Maria iskolatársa               | Minárovits Péter       | Vittorio De Sica         |
| 1955 | Aranytorony ‡                       | La vena d'oro                               | Corrado                              |                        | Mauro Bolognini          |
| 1955 | Harapófogóban ‡                     | Gli sbandati                                | haldokló                             |                        | Francesco Maselli        |
| 1955 |                                     | Divisione Folgore ‡                         | Delavigne ejtőernyős                 |                        | Duilio Coletti           |
| 1956 |                                     | Mamma sconosciuta ‡                         | Gianni Martini                       |                        | Carlo Campogalliani      |
| 1956 |                                     | I vagabondi delle stelle ‡                  | Franco                               |                        | Nino Stresa              |
| 1956 |                                     | Guaglione ‡                                 | Franco Danieli                       |                        | Giorgio Simonelli        |
| 1957 | Sandra, a kis fruska ‡              | Lazzarella                                  | Luciano Pico                         | Czető Roland           | Carlo Ludovico Bragaglia |
| 1957 | A nagy kék országút ‡               | La grande strada azzurra                    | Renato                               | Selmeczi Roland        | Gillo Pontecorvo         |
| 1957 | A nagy kék országút ‡               | La grande strada azzurra                    | Renato                               | Selmeczi Roland        | Maleno Malenotti         |
| 1958 | Első szerelem ‡                     | Anna di Brooklyn                            | Ciccillo, Don Luigi unokaöccse       |                        | Reginald Denham          |
| 1958 | Első szerelem ‡                     | Anna di Brooklyn                            | Ciccillo, Don Luigi unokaöccse       | Carlo Lastricati       |                          |
| 1958 |                                     | La spada e la croce ‡                       | Lazzaro                              |                        | Carlo Ludovico Bragaglia |
| 1959 |                                     | Il padrone delle ferriere ‡                 | Octave de Beaulieu                   |                        | Anton Giulio Majano      |
| 1959 |                                     | Juke box urli d'amore ‡                     | Othello                              |                        | Mauro Morassi            |
| 1959 |                                     | Spavaldi e innamorati ‡                     | Paolo                                |                        | Giuseppe Vari            |
| 1959 | Cerasella ‡                         | Cerasella                                   | Bruno                                | Hajdu Tibor            | Raffaello Matarazzo      |
| 1960 | Karthágó lángokban ‡                | Cartagine in fiamme                         | Tsour                                |                        | Carmine Gallone          |
| 1960 | Egy katona meg egy fél ‡            | Un militare e mezzo                         | Giorgio Strazzonelli                 | Garics János           | Steno                    |
| 1960 | Egy katona meg egy fél ‡            | Un militare e mezzo                         | Giorgio Strazzonelli                 | Czvetkó Sándor         | Steno                    |
| 1961 |                                     | Giuseppe venduto dai fratelli ‡             | Benjamin                             |                        | Irving Rapper            |
| 1961 | Luciano Ricci                       | Giuseppe venduto dai fratelli ‡             | Benjamin                             |                        |                          |
| 1961 | Aladdin csodái ‡                    | Le meraviglie di Aladino                    | Moluk herceg                         | Haás Vander Péter      | Mario Bava               |
| 1961 | Aladdin csodái ‡                    | Le meraviglie di Aladino                    | Moluk herceg                         | Haás Vander Péter      | Henry Levin              |
| 1961 | A szerelem leírva: Érzések vihara ‡ | Pecado de amor                              | Ángel Vega                           |                        | Luis César Amadori       |
| 1962 |                                     | Il Dominatore dei sette mari ‡              | Babington                            |                        | Rudolph Maté             |
| 1962 | Primo Zeglio                        | Il Dominatore dei sette mari ‡              | Babington                            |                        |                          |
| 1962 |                                     | Il giorno più corto ‡                       | katona                               |                        | Sergio Corbucci          |
| 1963 | A párduc ‡                          | Il Gattopardo                               | Cavriaghi gróf                       | Mécs Károly            | Luchino Visconti         |
| 1963 | A párduc ‡                          | Il Gattopardo                               | Cavriaghi gróf                       | Gubányi György István  | Luchino Visconti         |
| 1964 | Winnetou 2. – Az utolsó renegátok ‡ | Winnetou - 2. Teil                          | Robert Merril hadnagy                | Malcsiner Péter        | Harald Reinl             |
| 1964 | Keselyűk karmaiban ‡                | Unter Geiern                                | Baker Jr.                            | Holl Nándor            | Alfred Vohrer            |
| 1964 | Keselyűk karmaiban ‡                | Unter Geiern                                | Baker Jr.                            | Posta Victor           | Alfred Vohrer            |
| 1965 |                                     | Schüsse im 3/4 Takt ‡                       | Enrico                               |                        | Alfred Weidenmann        |
| 1965 | Az olajherceg ‡                     | Der Ölprinz                                 | Richard Forsythe                     | Holl Nándor            | Harald Philipp           |
| 1965 | Az olajherceg ‡                     | Der Ölprinz                                 | Richard Forsythe                     | Posta Victor           | Alfred Vohrer            |
| 1965 | Hív az erdő ‡                       | Ruf der Wälder                              | Marcello Scalzi                      |                        | Franz Antel              |
| 1965 | Killer Kid ‡                        | Duell vor Sonnenuntergang                   | Larry McGow                          | Rékasi Károly          | Leopold Lahola           |
| 1965 | Old Surehand ‡ (Winnetou bosszúja)  | Old Surehand                                | Toby                                 | Rékasi Károly          | Alfred Vohrer            |
| 1965 | Old Surehand ‡ (Winnetou bosszúja)  | Old Surehand                                | Toby                                 | Posta Victor           | Alfred Vohrer            |
| 1966 |                                     | Die Nibelungen, Teil 1 - Siegfried ‡        | Giselher                             |                        | Harald Reinl             |
| 1967 |                                     | Die Nibelungen 2. Teil - Kriemhilds Rache ‡ | Giselher                             |                        | Harald Reinl             |
| 1967 | Mindhalálig Rock and Roll ‡         | Io non protesto, io amo                     | Gabriele                             | Stohl András           | Ferdinando Baldi         |
| 1967 | Rita, a vadnyugat réme              | Little Rita nel West                        | Black Star                           | Zana József            | Ferdinando Baldi         |
| 1967 | Rita, a vadnyugat réme              | Little Rita nel West                        | Black Star                           | Sinkovits-Vitay András | Ferdinando Baldi         |
| 1967 | Az altábornagy lány ‡               | La Feldmarescialla                          | Prof. Giuliano Fineschi              |                        | Steno                    |
| 1968 | Viva Django                         | Preparati la bara!                          | Django                               | Ujréti László          | Ferdinando Baldi         |
| 1969 |                                     | Barbagia                                    | Graziano Cassitta                    |                        | Carlo Lizzani            |
| 1970 | A szél dühe                         | La collera del vento                        | Marco                                | Ujréti László          | Mario Camus              |
| 1971 | McCabe és Mrs. Miller               | McCabe & Mrs. Miller                        | városlakó                            |                        | Robert Altman            |
| 1972 | Az igazi és a hamis                 | Il vero e il falso                          | Marco Manin                          | Benkő Péter            | Eriprando Visconti       |
| 1972 | Vigyázat, vadnyugat!                | E poi lo chiamarono il magnifico            | Sir Thomas Fitzpatrick Phillip Moore | Ujréti László          | Enzo Barboni             |
| 1973 | Nevem: Senki                        | Il mio nome è Nessuno                       | Senki                                | Oszter Sándor          | Tonino Valerii           |
| 1973 | Nevem: Senki                        | Il mio nome è Nessuno                       | Senki                                | Rátóti Zoltán          | Tonino Valerii           |
| 1975 | Egy zseni, két haver, egy balek     | Un genio, due compari, un pollo             | Joe Thanks                           | Ujréti László          | Damiano Damiani          |
| 1975 | Egy zseni, két haver, egy balek     | Un genio, due compari, un pollo             | Joe Thanks                           | Rátóti Zoltán          | Damiano Damiani          |
| 1977 | Mr. Milliárd                        | Mr. Billion                                 | Guido Falcone                        | Rubold Ödön            | Jonathan Kaplan          |
| 1977 | Mr. Milliárd                        | Mr. Billion                                 | Guido Falcone                        | Rátóti Zoltán          | Jonathan Kaplan          |
| 1977 | Menni vagy meghalni                 | March or Die                                | Marco Segrain                        | Ujréti László          | Dick Richards            |
| 1979 |                                     | Org                                         | Zohommm!!!                           |                        | Fernando Birri           |
| 1980 | Szuperzsaru                         | Poliziotto superpiù                         | Dave Speed rendőr                    | Szersén Gyula          | Sergio Corbucci          |
| 1983 | Don Camillo                         | Don Camillo                                 | Don Camillo                          | Ujréti László          | Terence Hill             |
| 1987 | A keményfejű                        | Renegade – Un osso troppo duro              | Luke                                 | Ujréti László          | Enzo Barboni             |
| 1991 | Lucky Luke                          | Lucky Luke                                  | Lucky Luke                           | Ujréti László          | Terence Hill             |
| 1997 | Én vagyok a fegyver                 | Virtual Weapon                              | Skims                                | Ujréti László          | Antonio Margheriti       |
| 2018 | Nevem: Thomas                       | My Name Is Thomas                           | Thomas                               | Ujréti László          | Terence Hill             |

#### Bud Spencerrel közös filmek
| Év   | Magyar cím (alternatív magyar cím)                                              | Eredeti cím                         | Szerep                                                            | Magyar hang     | Rendező                  |
| ---- | ------------------------------------------------------------------------------- | ----------------------------------- | ----------------------------------------------------------------- | --------------- | ------------------------ |
| 1959 | Hannibál ‡                                                                      | Annibale                            | Quintilius                                                        |                 | Carlo Ludovico Bragaglia |
| 1959 | Hannibál ‡                                                                      | Annibale                            | Quintilius                                                        | Edgar G. Ulmer  |                          |
| 1967 | Isten megbocsát, én nem (Nincs bocsánat / Bunyó húsvétig)                       | Dio perdona… Io no!                 | Cat Stevens                                                       | Szersén Gyula   | Giuseppe Colizzi         |
| 1967 | Isten megbocsát, én nem (Nincs bocsánat / Bunyó húsvétig)                       | Dio perdona… Io no!                 | Cat Stevens                                                       | Ujréti László   | Giuseppe Colizzi         |
| 1967 | Isten megbocsát, én nem (Nincs bocsánat / Bunyó húsvétig)                       | Dio perdona… Io no!                 | Cat Stevens                                                       | Rátóti Zoltán   | Giuseppe Colizzi         |
| 1968 | Bosszú El Pasóban (A Pirinyó, a Behemót, és a Jófiú)                            | Quattro dell'Ave Maria, I           | Cat Stevens                                                       | Ujréti László   | Giuseppe Colizzi         |
| 1969 | Akik csizmában halnak meg (Csizmadombi fenegyerek / (Akit nem a guta ütött meg) | La Collina degli stivali            | Cat Stevens                                                       | Ujréti László   | Giuseppe Colizzi         |
| 1970 | Az ördög jobb és bal keze                                                       | They Call Me Trinity                | Trinity (Szentlélek)                                              | Ujréti László   | Enzo Barboni             |
| 1971 | Az ördög jobb és bal keze 2.                                                    | Trinity Is STILL My Name!           | Trinity (Szentlélek)                                              | Ujréti László   | Enzo Barboni             |
| 1971 | Kalózok háborúja (Blackie, a kalóz / Kalózok kincse / Fekete kalóz)             | Il Corsaro nero                     | Blackie (Fekete) kapitány                                         | Szakácsi Sándor | Lorenzo Gicca Palli      |
| 1971 | Kalózok háborúja (Blackie, a kalóz / Kalózok kincse / Fekete kalóz)             | Il Corsaro nero                     | Blackie (Fekete) kapitány                                         | Szersén Gyula   | Lorenzo Gicca Palli      |
| 1971 | Kalózok háborúja (Blackie, a kalóz / Kalózok kincse / Fekete kalóz)             | Il Corsaro nero                     | Blackie (Fekete) kapitány                                         | Schnell Ádám    | Lorenzo Gicca Palli      |
| 1971 | Kalózok háborúja (Blackie, a kalóz / Kalózok kincse / Fekete kalóz)             | Il Corsaro nero                     | Blackie (Fekete) kapitány                                         | Selmeczi Roland | Lorenzo Gicca Palli      |
| 1972 | Mindent bele, fiúk! (Gyémántvadászok)                                           | Più forte, ragazzi!                 | Plata                                                             | Szersén Gyula   | Giuseppe Colizzi         |
| 1972 | Mindent bele, fiúk! (Gyémántvadászok)                                           | Più forte, ragazzi!                 | Plata                                                             | Ujréti László   | Giuseppe Colizzi         |
| 1974 | Különben dühbe jövünk                                                           | ...altrimenti ci arrabbiamo!        | Kid (Kölyök)                                                      | Ujréti László   | Marcello Fondato         |
| 1974 | Fordítsd oda a másik orcád is! (Morcos misszionáriusok)                         | Porgi l'altra guancia               | G. atya (J. atya)                                                 | Ujréti László   | Franco Rossi             |
| 1977 | Bűnvadászok                                                                     | I due superpiedi quasi piatti       | Matthew Kirby                                                     | Ujréti László   | Enzo Barboni             |
| 1978 | …és megint dühbe jövünk                                                         | Pari e dispari                      | Johnny Firpo hadnagy                                              | Ujréti László   | Sergio Corbucci          |
| 1979 | Én a vízilovakkal vagyok                                                        | Io sto con gli ippopotami           | Slim                                                              | Szersén Gyula   | Italo Zingarelli         |
| 1981 | Kincs, ami nincs (Aki barátot talál, kincset talál!)                            | Chi trova un amico, trova un tesoro | Alan Lloyd                                                        | Ujréti László   | Sergio Corbucci          |
| 1983 | Nyomás utána!                                                                   | Nati con la camicia                 | Rosco Frazer / Steinberg ügynök                                   | Szersén Gyula   | Enzo Barboni             |
| 1983 | Nyomás utána!                                                                   | Nati con la camicia                 | Rosco Frazer / Steinberg ügynök                                   | Ujréti László   | Enzo Barboni             |
| 1984 | Nincs kettő négy nélkül                                                         | Non c'è due senza quattro           | Eliot Vance / Don Bastiano João Coimbra de la Coronilla y Azevedo | Ujréti László   | Enzo Barboni             |
| 1985 | Szuperhekusok                                                                   | Poliziotti dell’ottava strada       | Doug Bennett                                                      | Ujréti László   | Bruno Corbucci           |
| 1994 | Bunyó karácsonyig                                                               | Botte di Natale                     | Travis                                                            | Ujréti László   | Terence Hill             |

### Televíziós munkái
| Év        | Magyar cím                     | Eredeti cím                              | Szerep        | Magyar hang   | Megjegyzések                |
| --------- | ------------------------------ | ---------------------------------------- | ------------- | ------------- | --------------------------- |
| 1958      |                                | Il Novelliere: Il salotto di Oscar Wilde | Dorian Gray   |               | tévéfilm                    |
| 1992      | Lucky Luke                     | Lucky Luke                               | Lucky Luke    | Ujréti László | 8 epizód rendező (3 epizód) |
| 2000–2022 | Don Matteo                     | Don Matteo                               | Don Matteo    | Ujréti László | 260 epizód                  |
| 2006      | A férfi, aki sasokkal álmodott | L'uomo che sognava con le aquile         | Rocco Ventura | Ujréti László | tévéfilm                    |
| 2009      | Lovas a sötétben               | L'uomo che cavalcava nel buio            | Rocco         | Ujréti László | tévéfilm                    |
| 2009      | Doc West, az aduász            | Doc West                                 | Doc West      | Ujréti László | tévéfilm filmrendező        |
| 2009      | Doc West: A nagy játszma       | Triggerman                               | Doc West      | Ujréti László | tévéfilm filmrendező        |
| 2011–2015 | Alpesi őrjárat                 | Un passo dal cielo                       | Pietro        | Ujréti László | 41 epizód                   |

## Magyar hangjai
Leggyakoribb magyar hangja Ujréti László, filmjeinek többségében (a Mario Girotti néven játszott szerepeket nem számítva) ő szinkronizálja, vagy legalábbis készült az ő hangjával magyar változat. Sőt, néhány filmnek mindkét – a Don Camillónak mind a három – szinkronváltozatában ő adta Hill magyar hangját.
Szersén Gyula hat, Rátóti Zoltán négy, míg Posta Victor három alkalommal kölcsönözte az olasz színész hangját.